# صيانة خط سكة حديد

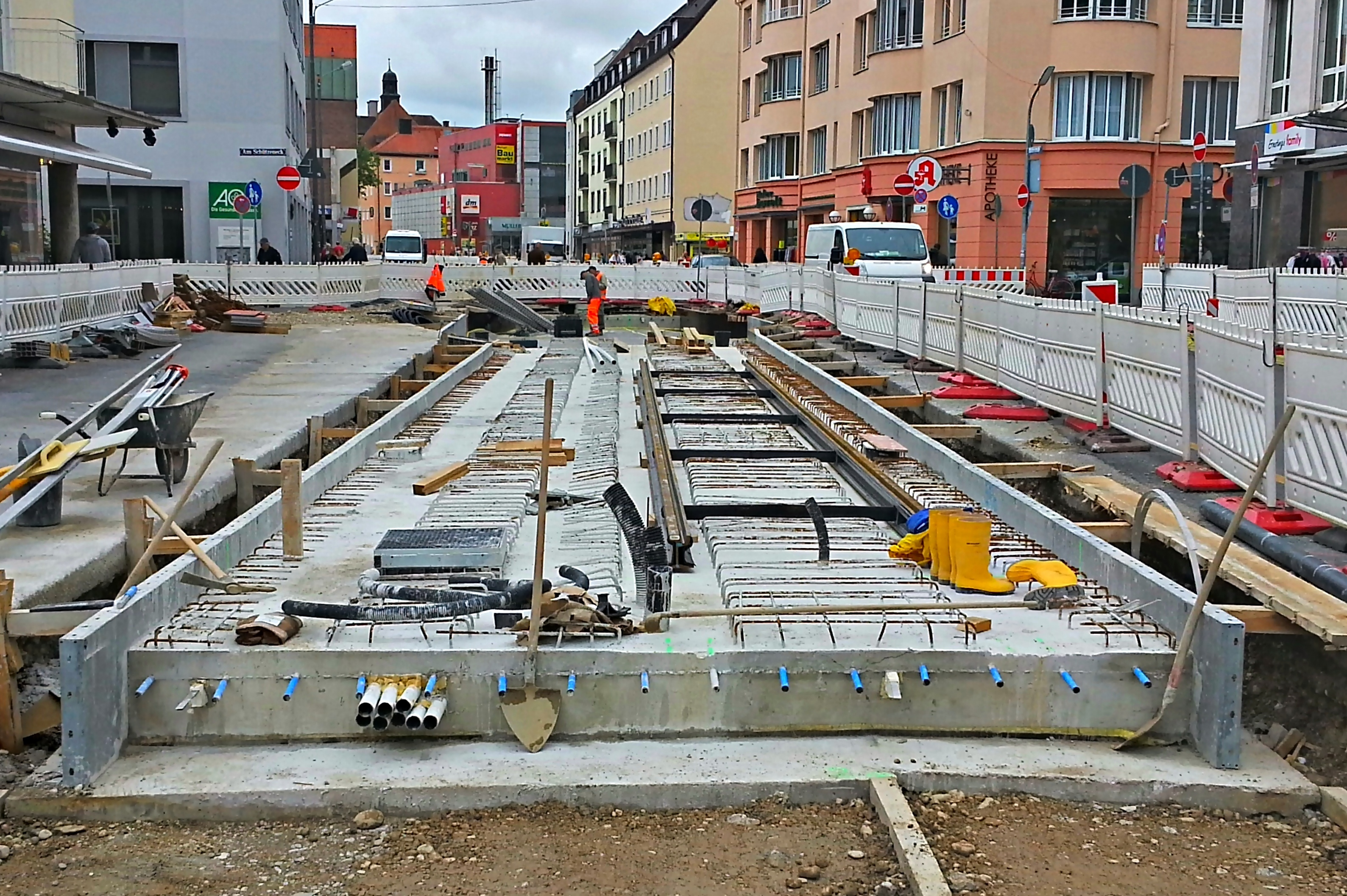
تجديد خط قضبان مترو في ميونيخ (2013)

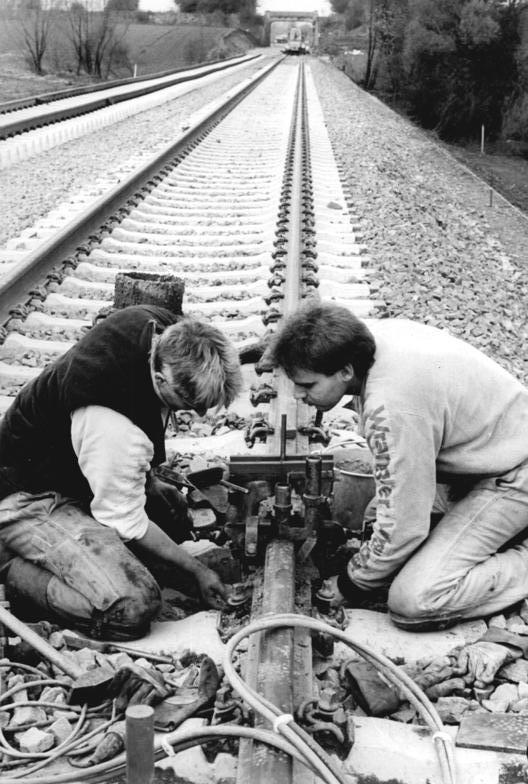
الاستعداد للقيام بلحام قضيب

صيانة خط سكة حديد: يحتاج خط سكة حديد صيانة بين حين وآخر ليكون دائما في حالة صالحة للعمل، وهذا ينطبق بصفة خاصة علي قطار فائق السرعة . وقد يؤدي عدم القيام بصيانة خط سكة حديد إلى الاضطرار لخفض سرعة القطارات لتفادي الحوادث. كانت صيانة خط سكة حديد في الماضي عملا يدويا شاقا، ويحتاج إلى عمال تخصصيين يقومون بهذا العمل. كان العمال يستخدمون أعمدة لتعديل المستوى الأفقي للخط، وأجهزة يدوية أخرى لتصحيح أسطح رؤوس القضبان . أما في وقتنا الحاضر فتتم الصيانة لخط سكة حديد بعدة آلات خاصة.

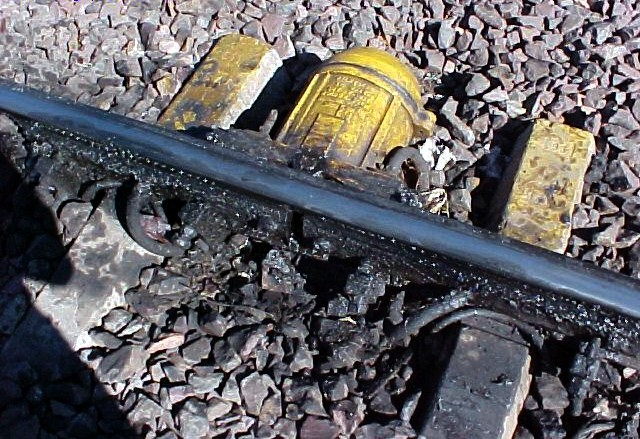
أجهزة تشحيم القضبان لتهدئة احتكاك العجلات في المنحنيات (من جنوب أفريقيا).

كما يمكن تعديل سطح رؤوس القضيبين باستخدام قاطرة تجليخ تقوم بعمل الصيانة ويقودها سائق.
أعمال الصيانة المعتادة لخط سكة حديد تتضمن استبدال الألواح العرضية الحاملة للقضيبين، وتشحيم ة ضبط الفواصل، وتقوية ربط مسامير تثبيت القضبين وتصليح أسطح رؤوس القضيبين، وتسوية المسار ليظل مستقيما في المسافات المستقيمة وضبطها في المنحنيات حتى تكون في الحيز المسموح به. وعملية استبدال القضبان وعارضات تثبيتها يمكن ان تتم بواسطة مقطورة خاصة تقوم بهذه الأعمال.
كما ترش عوارض تثبيت القضيبين الخشبية بمواد مانعة للعفن وإعادة توزيع طبقة الحصى الموجودة بين القضبان. عملية الرش هذه تقوم بها قاطرة خاصة بذلك.
بمرور الوقت يحدث انزياحا للعوارض والحصى تحت القضبان بسبب القطارات التي تمر فوقها، وهه تحتاج إلى تسوية بين حين وآخر وكذلك تنظيفها. وإذا لم تجرى تلك الصيانة يتعرض الخط إلى عدم الاستواء مما يسبب رجرجة القطار والعربات وربما يؤدي إلى خروج القطار من القضبان. وربما يحتاج هذا لعمل إلى تسوية أولية لباطن الأرضية المنتصب عليها الخط .
يستخدم فحص خط سكة حديد أجهزة قياس غير ضارة للقضبان، أي أنها لا تأخذ عينات منه، وهذا الفحص يتم للتعرف على شقوق أو خلل داخلي في القضبان . وتقوم بهذا الفحص قاطرات خاصة، وعرات فحص وفي بعض الأحيان يتم الفحص بواسطة أجهزة محمولة.
يجب تغيير القضبان من قبل تآكل رؤوس القضبان إلى درجة قد تؤدي إلى خروج القطار عن القضبان. القضبان المستخدمة المستبدلة يمكن استخدامها في الخطوط الجانبية .
البيئة المحيطة بخط سكة حديد تعتبر بيئة حيوية خاصة وبصفة خاصة عند استخدام قطارات بخارية. في المملكة المتحدة يراعى ذلك في أماكن الغابات، إذ أه في حالة حدوث جفاف يمكن لحريق أن يشب في الغابة على الطريق.
يوجد طريق بجانب خط سكة حديد لتأمين حركة عمال التصليح يلجؤن إليه عند قدوم أحد القطارات. هذا يساعد على استمرار حركة القطارات عند القيام بأعمال صيانة طفيفة، مون الدون الحاجة لقطرات الصيانة الكبيرة التي تحجز مسار القطارات.

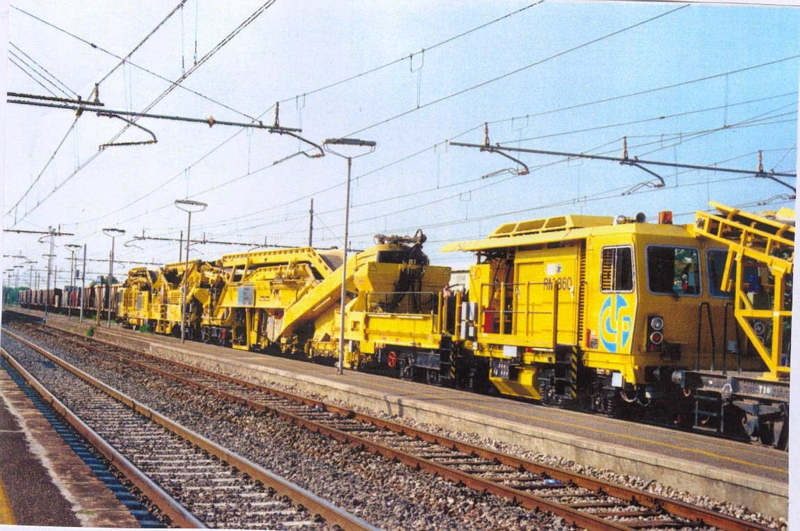
قطار صيانة في  إيطاليا
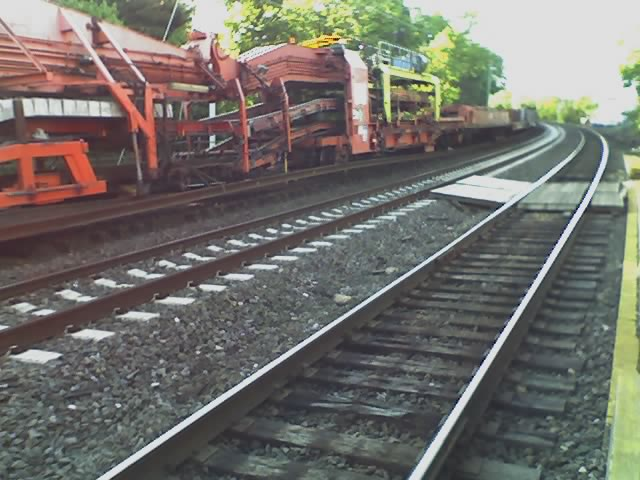
قاطرة صيانة خط سكة حديد ،بنسيلفانيا

## اقرأ أيضا
- سكة حديد
- خط سكة حديد
- القطار السريع في فرنسا
- القطار السريع بين مكة والمدينة

خط سكة حديد
خط سكة حديد